# 'O vascio
'O Vascio (in italiano: Il Basso) è una canzone in lingua napoletana pubblicata nel 1946; fu l'ultima canzone musicata da E. A. Mario.

## Descrizione
La canzone narra la storia di un giovane di buona famiglia innamorato di una ragazza che abita nel vascio. I suoi genitori, che sono di nobile discendenza, non vogliono che questa relazione si realizzi ma il giovane non vuole rinunciare.

## Interpretazioni
Il primo interprete del brano fu Mimì Ferrari. Un'altra delle prime incisioni è quella dello stesso autore E. A. Mario.

### Altre versioni
- Roberto Murolo
- Mario Abbate
- Antonio Basurto
- Fausto Cigliano
- Mario Trevi
- Aurelio Fierro
- Rino Palumbo
- Mario Merola